# Svecklingebyn

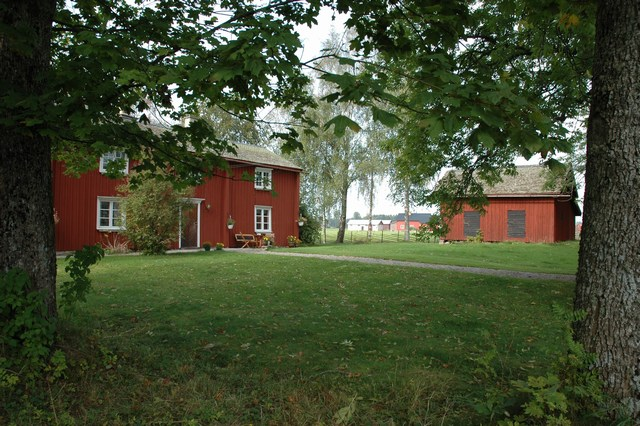
Svecklingebyns parstuga och förrådsbyggnad.

Svecklingebyn, Svecklingebyn 1:39, i Örs socken några kilometer sydväst om Mellerud är en välbevarad bondgård med tvåvånings parstuga och magasin från tidigt 1800-tal. Gården är byggnadsminne sedan den 18 september 1978.

## Historik
Bondgård, belägen i ett uppodlat slättlandskap och grupperad efter den västsvenska gårdsformen med klart avskilda man- och fägårdar. Bostadshuset från 1809 är en av Dalslands ålderdomligaste och bäst bevarade tvåvånings parstuga med äldre fast inredning. I byggnadsminnet ingår också en magasinsbyggnad från tidigt 1800-tal. Båda husen är timrade och försedda med rödfärgad locklistpanel och skiffertak.

## Beskrivning
Fastigheten är en tidigare bondgård där ladugården ligger öster om landsvägen, som åtskiljer mangård och fägård. På tomten finns även en vedbod från 1950-talet och söder om mangårdsbyggnaden ett tidigare garage med tvättstuga från samma tid. Detta byggdes om till ett café – "Kaffetorpet" – år 2000. Caféet var tidigare inrymt i mangårdsbyggnaden. Samtidigt uppfördes "Glashyttan" – en butik för bland annat glaskonst. Nybyggnaden och omdaningen av garage/tvättstuga är gjord för att ge en karaktär av mer traditionell bebyggelse. Husets andra våning är ett utslag av bättre tider i början av 1800-talet med ökat välstånd, som visade sig i bättre bostadsstandard.